# لورا كاميرون
لورا كاميرون (بالإنجليزية: Laura Cameron)‏ هي دراجة بريطانية، ولدت في 27 يناير 1984.

## وصلات خارجية
- لورا كاميرون على موقع الاتحاد الدولي للدراجات (الإنجليزية)
- لورا كاميرون على موقع إحصائيات الدراجات الإحترافية (الإنجليزية)
- لورا كاميرون على موقع نسبة الدراجات (الإنجليزية)